# Opel
Pour les articles homonymes, voir Opel (homonymie).
Opel est une entreprise allemande fondée en 1862 par Adam Opel et un constructeur automobile depuis 1899. Depuis 2021, la marque est une filiale de la multinationale franco-italienne Stellantis.
Entre 1929 et 2017, elle faisait partie de l'américain General Motors (GM), puis du français PSA Peugeot-Citroën (PSA) de 2017 jusqu'à la fusion ce dernier avec Fiat Chrysler Automobiles (FCA) en 2021.

## Le groupe

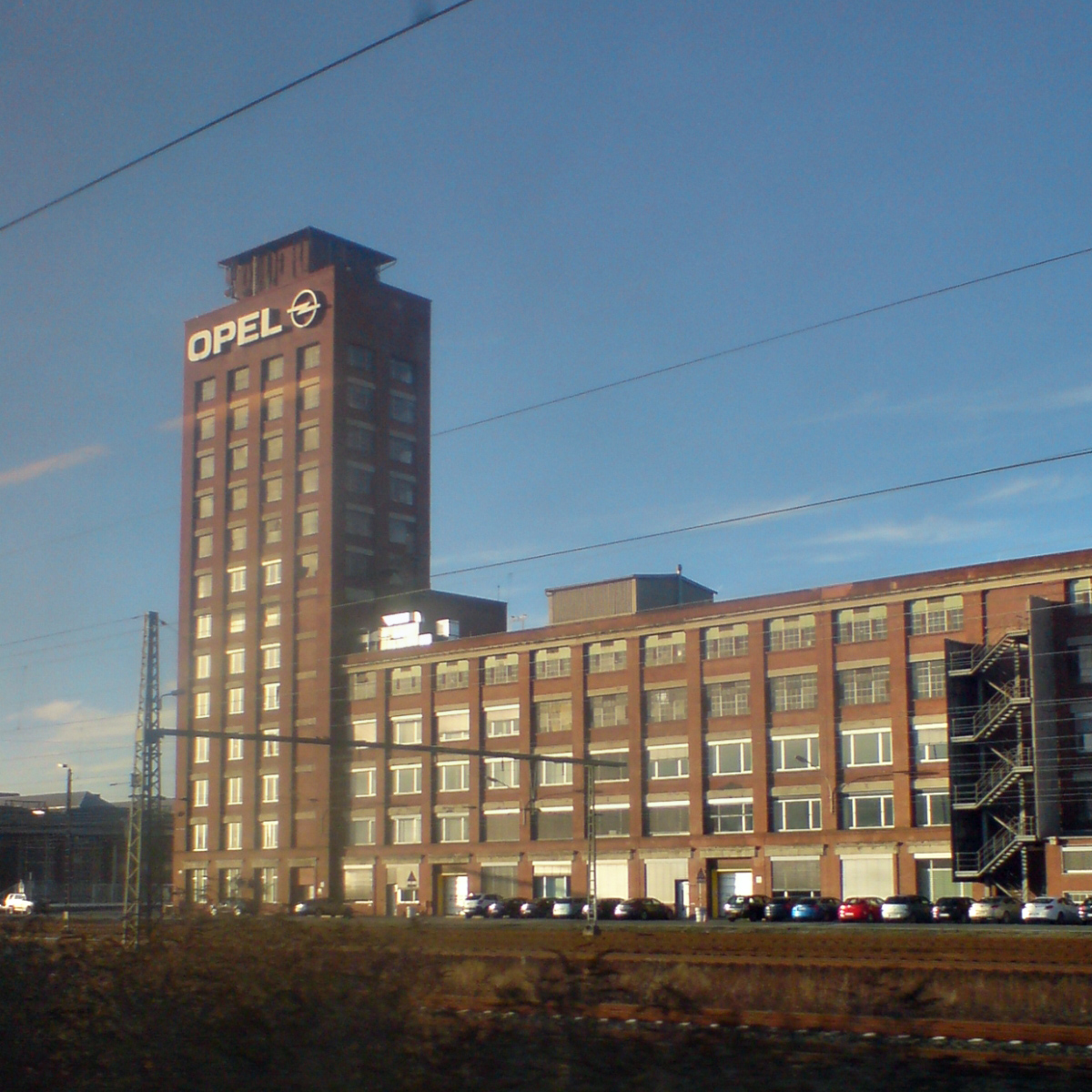
Usine Opel de Russelsheim située à côté du siège

Opel appartient au groupe Stellantis depuis 2021, après avoir fait partie de General Motors entre 1929 et 2017 et de PSA Peugeot-Citroën de 2017 à 2021.
Opel, en tant qu'important centre d'ingénierie pour GM a partagé nombre de ses modèles et plateformes avec des marques du groupe telles que Vauxhall, Buick, Chevrolet, Daewoo, Holden, Isuzu et Saturn mais aussi avec d'autres marques comme Fiat, Alfa Romeo et Saab (plateformes et moteurs Diesel) ou encore Renault (véhicules utilitaires Trafic et Master).
En 2009, à la suite de la crise financière et de ses pertes colossales en Amérique du Nord, General Motors annonce qu'Opel est en vente. Parmi les offres de rachat reçues, le groupe canadien Magna International est favori et des négociations furent même entamées avec le gouvernement allemand, avant que sa maison mère ne se rétracte en fin d'année.
Mi-février 2017, General Motors annonce être entré en discussions avec PSA Peugeot-Citroën pour une éventuelle cession de sa filiale Adam Opel AG comprenant les marques Opel, Vauxhall ainsi que les usines de production et centres de R&D.
Le 3 mars 2017, le conseil de surveillance de PSA Peugeot-Citroën (PSA) finalise le rachat. Le 6 mars 2017 dans un communiqué de presse, le groupe français officialise le rachat en présence de Mary Barra et Dan Ammann, respectivement directrice générale et président de General Motors (GM), de Carlos Tavares, président de PSA Peugeot Citroën (PSA) et de Karl-Thomas Neumann, PDG de la marque allemande.
Opel réalise l'essentiel de ses ventes en Europe. La marque est présente dans certains pays d'Afrique, d'Asie et d'Océanie, mais est particulièrement peu présente en Amérique (Chili et DROM français seulement). Le constructeur est coté à la bourse de Francfort sous sa dénomination sociale Adam Opel AG.

## Historique

### Famille Opel
Adam Opel, fondateur de la marque, était le fils d'un ferronnier allemand de Rüsselsheim. Durant l'été 1858, à Paris, il eut l'idée de fabriquer des machines à coudre, toute nouvelle invention du français Barthélemy Thimonnier. Revenu en Allemagne, il construisit, à vingt-cinq ans, sa première machine à coudre à la main, dans l'atelier de son père. Cependant, les possibilités de production sont insuffisantes dans l'atelier paternel, où il ne fabriqua en tout que cinq machines.
En 1863, Adam Opel transforma une grange abandonnée en usine. La grange appartenait à son oncle, qui était également son soutien financier.
En 1868, les affaires marchent bien. Près de la gare de Rüsselsheim, sur la ligne qui relie Francfort à Mayence, Adam Opel se porte acquéreur d'une parcelle de 1 500 m2. Il y construit un bâtiment de deux étages avec une partie habitation adjacente. La nouvelle usine de machines à coudre s'enorgueillit rapidement d'un effectif de vingt-cinq personnes.
Augmenter la production signifie songer à un réseau de distribution. Avec son frère Wilhelm, Adam Opel installa la première succursale en Allemagne, dans la métropole économique de Francfort en 1873. Les exportations vers l'ouest démarrent, principalement vers la France, et peu après, vers la Russie, les États-Unis et l'Inde. Petit à petit la production en grande série s'installe, grâce à des procédés de fabrication très mécanisés.
En 1882, la société continua à se développer. Par deux fois au cours des années 1880, l'usine subit des agrandissements importants. Un moteur à vapeur de quarante chevaux est installé. En 1884, l'effectif atteignait 240 personnes.
En 1886, la diversification intervient avec la fabrication de bicyclettes. Un modèle anglais de vélocipède est d'abord produit, suivi un an plus tard du premier modèle de sécurité avec un cadre surbaissé.
Adam Opel meurt des suites de la fièvre typhoïde en 1895, il avait 58 ans. Par la suite, sa femme Sophie poursuivit son entreprise, aidée des fils aînés, Carl (en) et Wilhelm. Opel emploie alors 1 500 personnes, mais le secteur doit faire face à la crise ; la concurrence est rude, les prix chutent et les ventes aussi. Il faut diversifier la production.

### Construction automobile

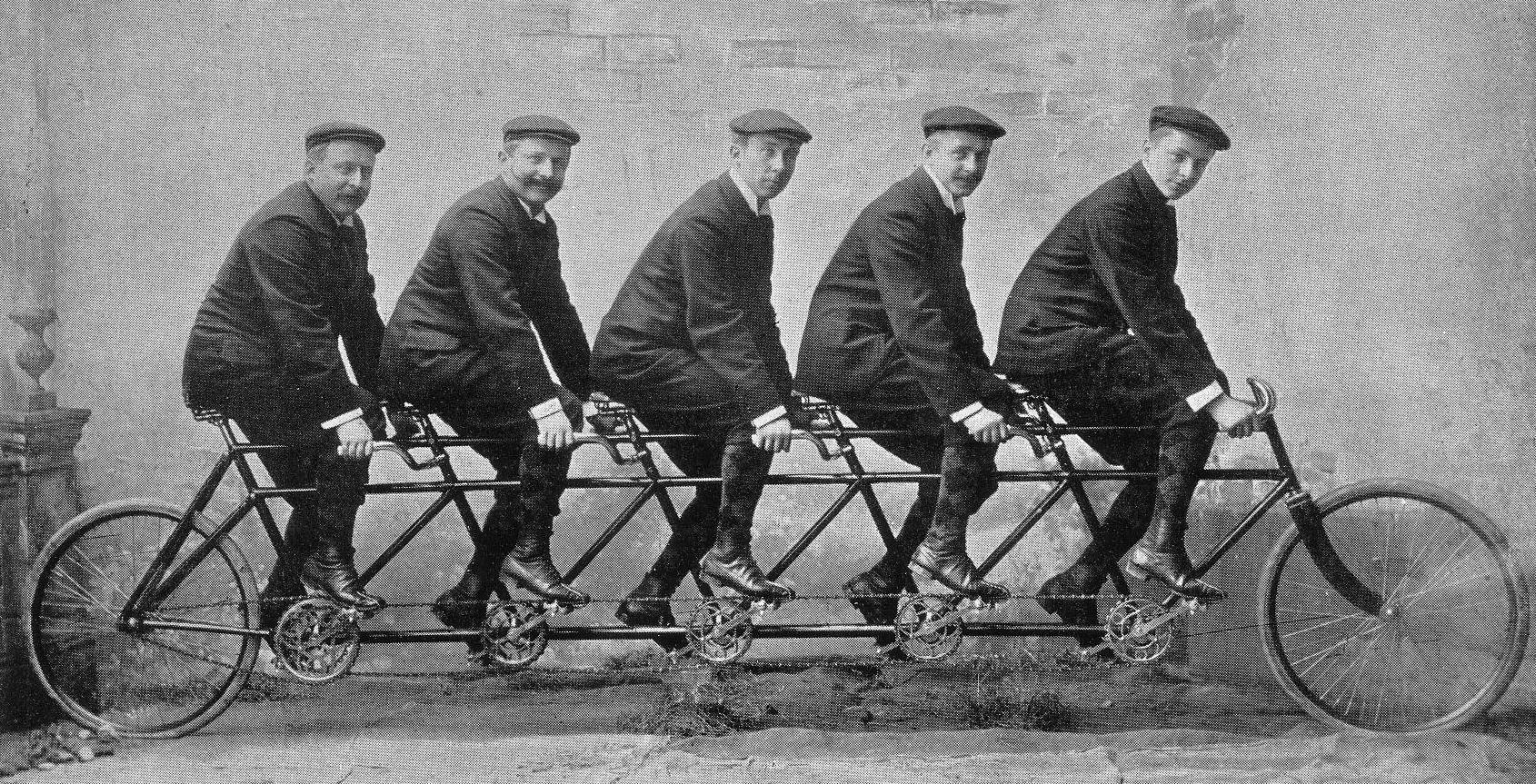
Les cinq frères Opel, ici réunis en 1912.

En 1899, le nouveau créneau devient l'automobile. Opel achète une licence de production et usine à Friedrich Lutzmann, maître serrurier de la cour, et commence la production d'automobiles avec la Opel Patent Motor Car, System Lutzmann. Fritz (Friedrich) Opel et son frère Wilhelm ont procédé au rachat et gèrent de concert les toutes nouvelles lignes de montage. L'usine est transférée à Rüsselsheim.
En 1901, Opel commence à produire des motocyclettes. Parallèlement, des améliorations sont apportées à la production d'automobiles : un contrat avec le pionnier de l'automobile française, Alexandre Darracq, scelle la première aventure internationale de la société.

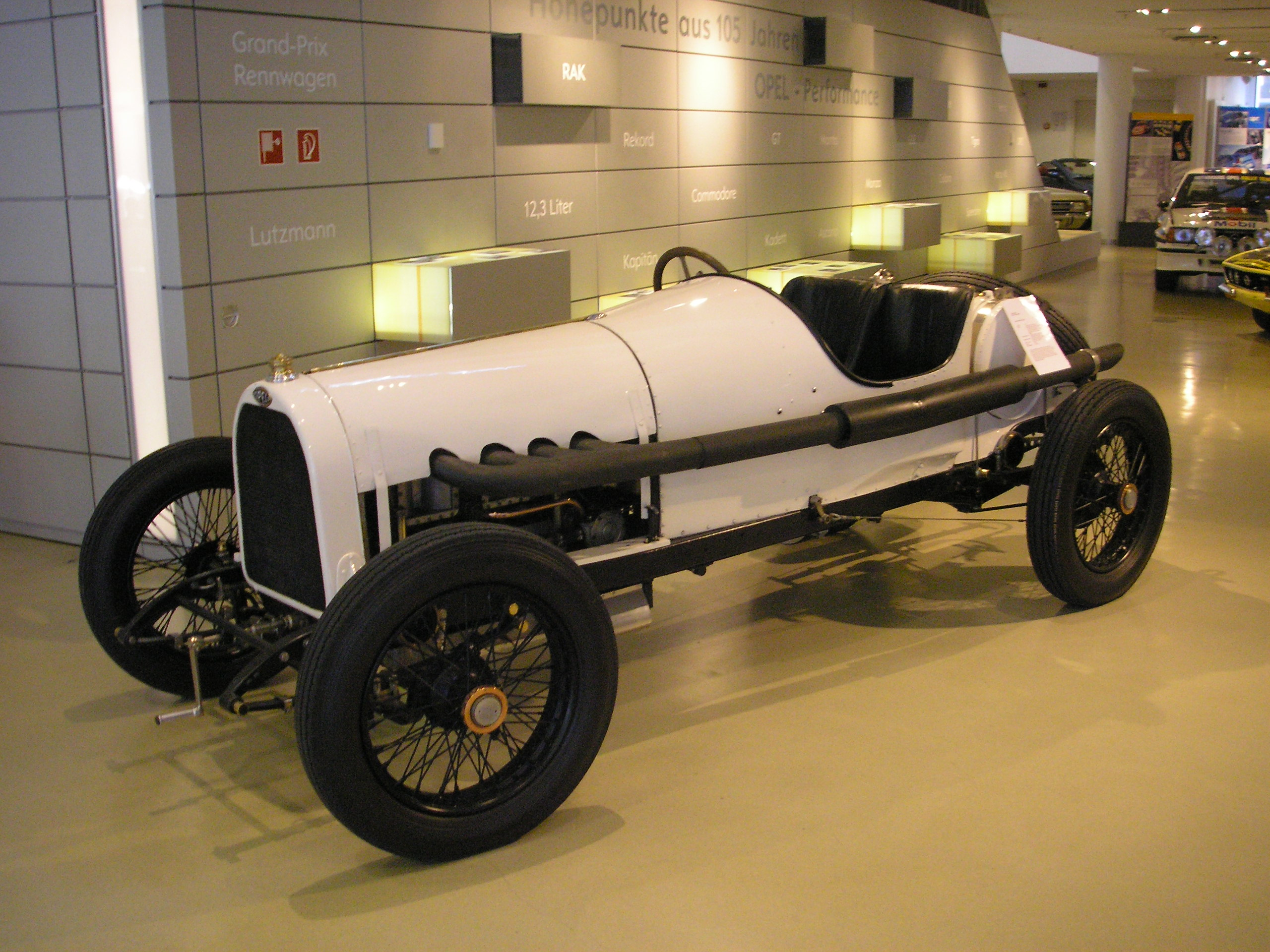
Opel GP 4L. 110HP, utilisée au Grand Prix de France 1913.

En 1911, un grave incendie détruit la partie ancienne du complexe industriel. De nouveaux bâtiments destinés à la production des automobiles et des bicyclettes sont édifiés à l'emplacement de l'usine détruite. La fabrication des machines à coudre est arrêtée après la production d'un million d'unités.
En 1914, avec une production annuelle de 3 335 véhicules, Opel devient le numéro un de l'automobile allemande. Jamais la gamme n'a été aussi complète ; elle comprend dix-neuf berlines et quatre voitures de sport. Mais, le 4 août 1914, la guerre éclate, et Opel licencie les milliers d'ouvriers employés au montage des voitures et des bicyclettes. En 1916, pendant la guerre, Opel passe du statut de plus grand constructeur de voitures de grande série à celui de plus grand constructeur allemand de véhicules utilitaires. Toutefois, le développement des voitures particulières se poursuit.
En 1924, Opel investit un million de marks-or dans la modernisation de sa production automobile et devient le premier constructeur allemand à passer à la production à grande échelle grâce à l'introduction de la construction à la chaîne. Cela ouvre la voie à la production en très grande série.
En 1926, de nouvelles méthodes de production sont introduites. À partir de 1925, les châssis en acier remplacent peu à peu ceux en bois. Des presses hydrauliques réalisent les panneaux de carrosserie en quelques secondes. Grâce à la toute nouvelle technique de soudure par points, des ouvriers spécialisés raccordent les panneaux de carrosserie. Les techniques de mise en peinture sont également révolutionnaires. Les peintures peuvent être appliquées au pistolet et sèchent en quelques secondes.
En 1928, en maîtrisant 37,5 % du marché, Opel est le premier constructeur d'Allemagne. Les quelque 8 000 employés fabriquent 42 771 voitures par an.

### 1929-2017: Opel dans le groupe General Motors (GM)
En 1929, au cœur de la Grande Dépression, les frères Opel décident de céder 80 % de leurs actions Opel à General Motors. Un an plus tard, GM acquiert les 20 % restants. Après la dépression, les affaires commencent à reprendre. Opel est le premier constructeur allemand à lancer une compagnie d'assurance. La Banque Opel, filiale de GMAC est créée pour permettre l'achat à crédit. Il lance l'Opel Motoclub qu'il confie au designer-ingénieur Ernst Neumann-Neander. En 1931, Opel produit cent mille automobiles.
En 1939, Opel est l'un des constructeurs les plus importants et les plus modernes d'Europe. Il emploie 25 374 ouvriers. À Rüsselsheim, l'entreprise construit sa propre gare de chemin de fer. L'usine Opel de Brandebourg-sur-la-Havel change ses activités pour produire des camions (Opel Blitz) pour la Wehrmacht, tandis que celle de Rüsselsheim travaille pour la Luftwaffe, en assemblant des avions tels le JU-88, cheval de bataille de la flotte allemande de bombardiers.
En 1944, les usines de Rüsselsheim et de Brandebourg sont détruites. Environ la moitié des lignes de production et des bureaux ont été réduits à l'état de ruines lors des attaques des bombardiers alliés. Immédiatement après la guerre, les anciens employés d'Opel commencent à reconstruire l'usine de Rüsselsheim. La production reprend en 1946.
En avril 1966, un nouveau centre d'essais Opel ouvre à Dudenhofen (Hesse). Une nouvelle usine de fabrication de composants est ouverte à Kaiserslautern (Rhénanie-Palatinat). C'est la troisième implantation d'Opel en Allemagne.
En 1982, une nouvelle usine ouvre à Saragosse, en Espagne.
En 1990, Opel est le premier constructeur européen à lancer le travail en équipes à grande échelle. Une équipe était composée de six à douze ouvriers[réf. nécessaire].
En 1991, une nouvelle usine ouvre à Eisenach, en Allemagne.
En 1998, le nouveau siège social Adam Opel AG est créé à Rüsselsheim.
En février 2002, Opel inaugure sa nouvelle usine de Rüsselsheim et rénove son image de marque. La charte graphique est modernisée. La marque met en avant un nouveau slogan : « Opel. Des idées fraîches pour de meilleures voitures ».
En février 2009, la maison mère d'Opel, General Motors, est en grande difficulté financière. Elle annonce son intention de se séparer progressivement d'Opel en vendant entre 50 et 75 % de son capital. Le 30 mai 2009, l'État allemand autorise la cession d'Opel au constructeur de pièces canadien Magna, alors que Fiat était pressenti pour son rachat. La banque russe à capitaux publics Sberbank ainsi que le constructeur russe GAZ participent au plan de reprise. Le nouvel actionnariat se constitue alors comme suit : General Motors (35 %), Sberbank (35 %), Magna (20 %), salariés (10 %)
.

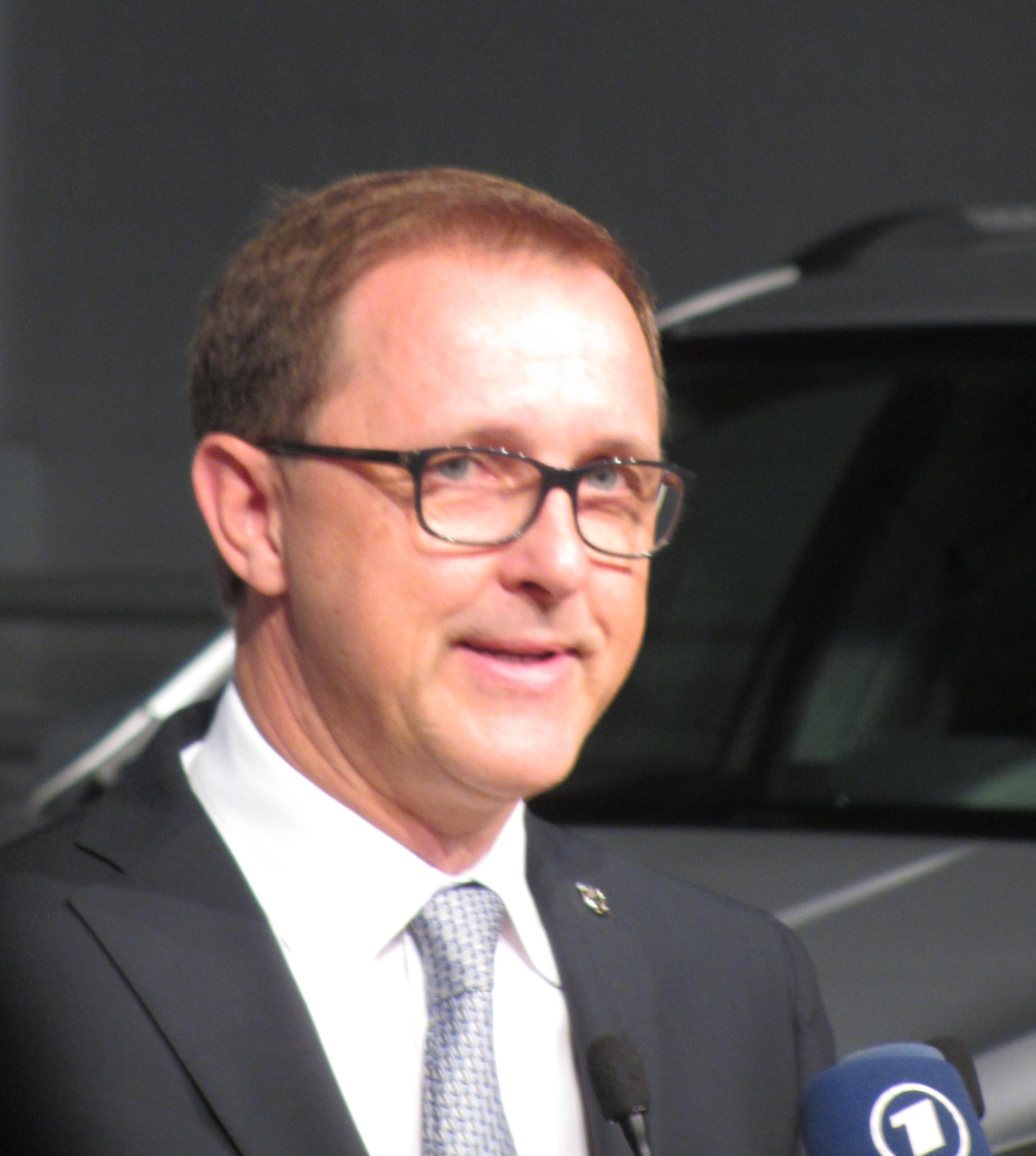
Thomas Sedran, PDG en interim de juillet 2012 à janvier 2013.

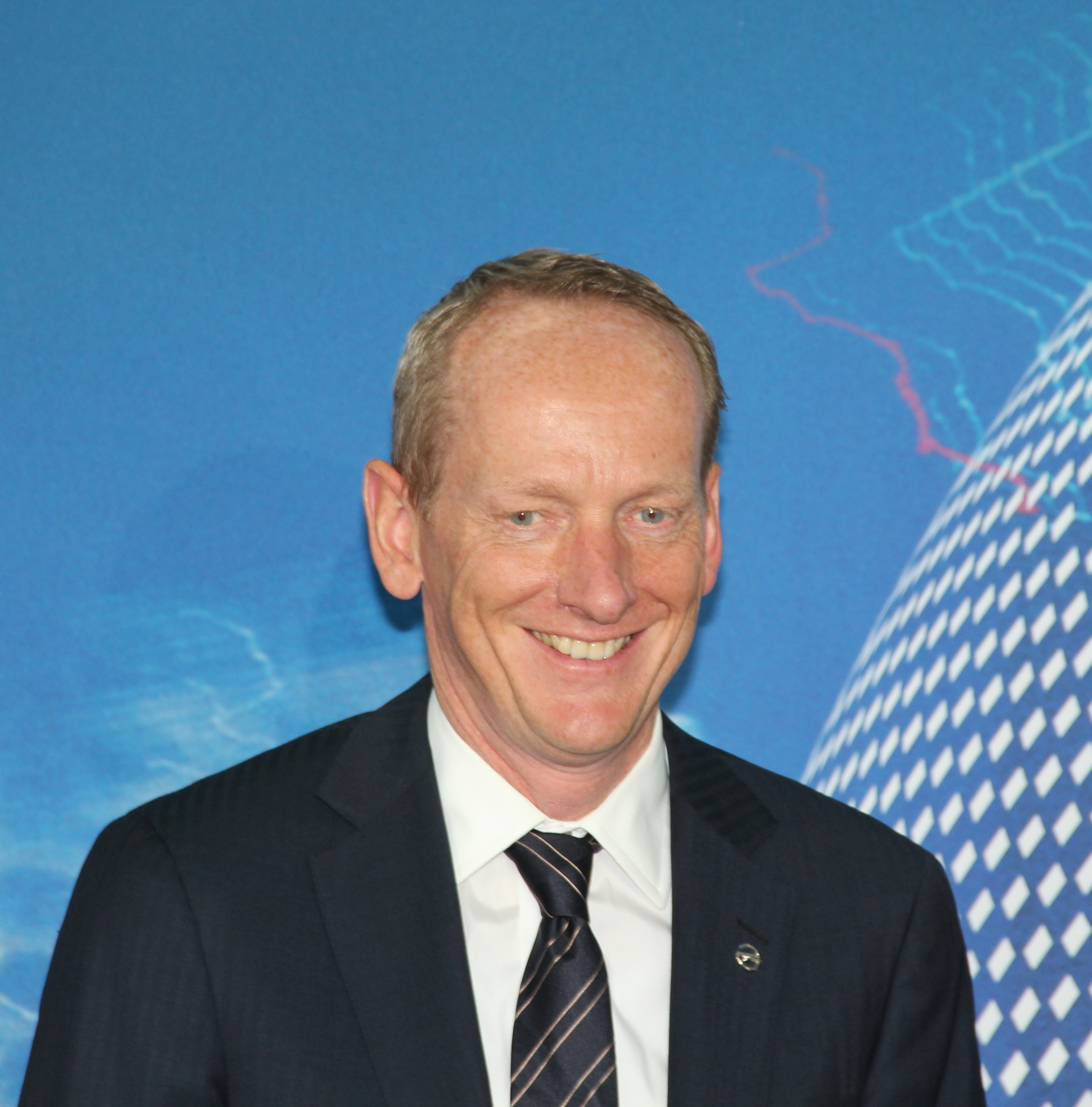
Karl-Thomas Neumann, PDG de janvier 2013 à juin 2017.

Après quelques mois d'incertitudes et de remous politiques, General Motors a signé le 11 septembre 2009 un accord prévoyant de céder Opel à Magna International et à un groupe d'investisseurs russes avant le 30 novembre. Magna s'est engagé à investir 500 millions d'euros dans les opérations, alors que le gouvernement allemand s'est engagé à financer le plan de redressement en offrant des prêts pouvant atteindre 4,5 milliards d'euros. Mais en novembre, le conseil d'administration de GM se rétracte en raison d'une meilleure santé financière sur le plan économique, ce qui provoque le courroux des autorités allemandes, espagnoles et russes.
En 2010, Opel annonce la fermeture de son usine d'Anvers en Belgique. En octobre 2010 la production s'arrête. C'est la maison d'enchères Troostwijk qui est finalement chargée de vendre 6 000 lots de matériels sur Internet.
En 2011, Opel change de patron et c'est Karl-Friedrich Stracke qui est nommé nouveau directeur d'Opel par General Motors.
En octobre 2012, les médias font état d'un possible rapprochement entre Opel et PSA Peugeot-Citroën.
En juillet 2012, Thomas Sedran devient le nouveau patron d'Opel par intérim et succède à Karl-Friedrich Stracke.
En 2012, General Motors s'allie avec PSA Peugeot-Citroën et acquiert 7 % de son capital, mais cette alliance ne durera que deux ans. L'alliance capitalistique est dénouée, mais quelques projets industriels communs se concrétisent, sans toutefois empêcher une érosion des ventes d'Opel.
Le 31 janvier 2013, Karl-Thomas Neumann, ancien responsable de Volkswagen en Chine, succède à Thomas Sedran à la direction d'Opel.
Le 23 juillet 2014, Opel annonce l'ouverture d'un nouveau centre de recherche à Rüsselsheim sur les moteurs de demain
.
En 2016, l'Opel Astra K est élue voiture de l’année. Elle devance le Volvo XC90 et le Mazda MX-5, succédant ainsi à la Passat VIII de Volkswagen.

### 2017: Opel racheté par PSA Peugeot-Citroën (PSA)
En raison de nombreuses erreurs stratégiques qui entraînent des pertes cumulées de plus de 15 milliards de dollars depuis 2000, General Motors envisage la cession de sa division européenne à PSA Peugeot-Citroën (PSA).
Le 6 mars 2017, le constructeur américain General Motors vend Opel à PSA Peugeot-Citroën (PSA). Le montant du rachat est de 1,3 milliard d'euros, hors reprise de la captive financière GM Financial Europe (ex GMAC) cédée à parité entre PSA Banque et BNP Paribas Personal Finance pour 900 millions d'euros.
En juin 2017, Michael Lohscheller, directeur financier d'Opel, remplace Karl-Thomas Neumann au poste de PDG et Philippe de Rovira lui succède au poste de directeur financier.
En novembre 2017, la direction de PSA Peugeot-Citroën (PSA) déclare vouloir réclamer plus de 500 millions de dommages et intérêts à son ancienne maison-mère General Motors pour tromperie lors de la vente d'Opel. Les recherches avancées vantées par l'américain sur la prochaine génération de moteurs n'auraient jamais été engagées.
En août 2018, le français Frédéric Brunet devient le nouveau directeur financier de la marque allemande en remplacement de Philippe de Rovira, nommé directeur financier de PSA Peugeot-Citroën (PSA). Pendant cette période, Xavier Duchemin remplace Peter Küspert au poste de directeur des ventes de la marque.

### 2021: Intégration au groupe Stellantis et électrification de la gamme
En janvier 2021, Opel rejoint le groupe Stellantis, à la suite de la fusion des groupes PSA Peugeot-Citroën (PSA) et Fiat Chrysler Automobiles (FCA).
Le 1er septembre 2021, afin de remplacer Michael Lohscheller parti chez VinFast, Stellantis nomme Uwe Hochgeschurtz à la direction de la marque Opel.
Opel annonce en mars 2022 le lancement de quatre nouveaux modèles électriques d'ici 2028. Il s'agit des remplaçants des Crossland et Insignia, d'une version électrique de l'Astra mais aussi d'une nouvelle Manta. Contrairement à la précédente Manta, il s'agira d'un SUV coupé. La marque précise que l'autonomie de ces modèles sera comprise « entre 500 et 800 kilomètres ».
L'entreprise indique vouloir proposer une variante électrique pour chaque nouveau modèle lancé à partir de 2024, puis commercialiser une gamme 100 % électrique à partir de 2028.
Au printemps 2022, Carlos Tavares réorganise la direction du groupe Stellantis. Florian Huettl remplace Uwe Hochgeschurtz à la tête de la marque Opel, et James Taylor prend la place de Paul Willcox à la tête de Vauxhall.
À la suite de cette réorganisation, Paul Willcox et Uwe Hochgeschurtz sont restés dans le groupe Stellantis et ont rejoint d'autres postes.
En avril 2024, Opel annonce le retour du Frontera, sous la forme d'un crossover citadin qui partagera la plateforme du Citroën C3 Aircross de seconde génération. Le Frontera C sera disponible en version électrique et hybride. Il sera commercialisé à l'automne de cette même année.

## Communication

### Identité visuelle (logo)
Le logo d'Opel est un éclair (blitz en allemand) traversant un cercle, on pourrait y voir une lettre « Z » déformé et étiré horizontalement. Ce logo est utilisé depuis 1964 avec quelques modifications mineures, qui n'ont pas changé la simplicité et la clarté de ce logo. Il est né de la fusion d'un zeppelin, symbole de modernité, traversant un cercle, qui est utilisé à partir des années 1930 ; le dirigeable devient ensuite un avion puis semble se muer en fusée entourée de gris argent. En 1964, le logo évolue encore ; le cercle est toujours présent mais c'est désormais un éclair – le Blitz – qui le traverse. La galerie d'images suivante montre cette évolution. En 2023, Opel présente son nouveau logo, toujours avec le Blitz, assez proche du logo de 2020.

Évolution de l'emblème d'Opel
Emblème d'Adam Opel en 1896.
Logo de 1909.
Logo de 1910.
Logo de 1951 : un zeppelin stylisé.
Logo de 1954.
Logo de 1963.
Logo de 1964 : recours explicite à l'éclair.
Logo de 1970 à 1987.
Logo de 1987.
Logo de 2002 à 2007.
Logo de 2009 à 2017.
Logo de 2017[35] à 2020.
Logo de 2020 à 2023.
Logo depuis 2023[36],[37].

### Chiffres de vente
| 400 000 |           |           |           |           |           |           |           |           |           | 500 000   |           |           |           |           |           |           |           |           |           | 600 000   |           |           |           |           |           |           |           |           |           | 700 000   |           |           |           |           |           |           |           |           |           | 800 000   |           |           |           |           |           |           |           |           |           | 900 000   |           |           |           |           |           |           |           |           |           | 1 000 000 |           |           |           |           |           |           |           |           |           | 1 100 000 |           |           |           |           |           |           |  |  |  | 1 200 000 |  |  |  |  |  |  |  |  |  |  |  |  |  |
| 2014    | 1 076 000 | 1 076 000 | 1 076 000 | 1 076 000 | 1 076 000 | 1 076 000 | 1 076 000 | 1 076 000 | 1 076 000 | 1 076 000 | 1 076 000 | 1 076 000 | 1 076 000 | 1 076 000 | 1 076 000 | 1 076 000 | 1 076 000 | 1 076 000 | 1 076 000 | 1 076 000 | 1 076 000 | 1 076 000 | 1 076 000 | 1 076 000 | 1 076 000 | 1 076 000 | 1 076 000 | 1 076 000 | 1 076 000 | 1 076 000 | 1 076 000 | 1 076 000 | 1 076 000 | 1 076 000 | 1 076 000 | 1 076 000 | 1 076 000 | 1 076 000 | 1 076 000 | 1 076 000 | 1 076 000 | 1 076 000 | 1 076 000 | 1 076 000 | 1 076 000 | 1 076 000 | 1 076 000 | 1 076 000 | 1 076 000 | 1 076 000 | 1 076 000 | 1 076 000 | 1 076 000 | 1 076 000 | 1 076 000 | 1 076 000 | 1 076 000 | 1 076 000 | 1 076 000 | 1 076 000 | 1 076 000 | 1 076 000 | 1 076 000 | 1 076 000 | 1 076 000 | 1 076 000 | 1 076 000 | 1 076 000 |           |           |           |           |           |           |           |           |  |  |  |           |  |  |  |  |  |  |  |  |  |  |  |  |  |
| 2015    | 1 100 000 | 1 100 000 | 1 100 000 | 1 100 000 | 1 100 000 | 1 100 000 | 1 100 000 | 1 100 000 | 1 100 000 | 1 100 000 | 1 100 000 | 1 100 000 | 1 100 000 | 1 100 000 | 1 100 000 | 1 100 000 | 1 100 000 | 1 100 000 | 1 100 000 | 1 100 000 | 1 100 000 | 1 100 000 | 1 100 000 | 1 100 000 | 1 100 000 | 1 100 000 | 1 100 000 | 1 100 000 | 1 100 000 | 1 100 000 | 1 100 000 | 1 100 000 | 1 100 000 | 1 100 000 | 1 100 000 | 1 100 000 | 1 100 000 | 1 100 000 | 1 100 000 | 1 100 000 | 1 100 000 | 1 100 000 | 1 100 000 | 1 100 000 | 1 100 000 | 1 100 000 | 1 100 000 | 1 100 000 | 1 100 000 | 1 100 000 | 1 100 000 | 1 100 000 | 1 100 000 | 1 100 000 | 1 100 000 | 1 100 000 | 1 100 000 | 1 100 000 | 1 100 000 | 1 100 000 | 1 100 000 | 1 100 000 | 1 100 000 | 1 100 000 | 1 100 000 | 1 100 000 | 1 100 000 | 1 100 000 | 1 100 000 | 1 100 000 |           |           |           |           |           |           |  |  |  |           |  |  |  |  |  |  |  |  |  |  |  |  |  |
| 2016    | 1 160 000 | 1 160 000 | 1 160 000 | 1 160 000 | 1 160 000 | 1 160 000 | 1 160 000 | 1 160 000 | 1 160 000 | 1 160 000 | 1 160 000 | 1 160 000 | 1 160 000 | 1 160 000 | 1 160 000 | 1 160 000 | 1 160 000 | 1 160 000 | 1 160 000 | 1 160 000 | 1 160 000 | 1 160 000 | 1 160 000 | 1 160 000 | 1 160 000 | 1 160 000 | 1 160 000 | 1 160 000 | 1 160 000 | 1 160 000 | 1 160 000 | 1 160 000 | 1 160 000 | 1 160 000 | 1 160 000 | 1 160 000 | 1 160 000 | 1 160 000 | 1 160 000 | 1 160 000 | 1 160 000 | 1 160 000 | 1 160 000 | 1 160 000 | 1 160 000 | 1 160 000 | 1 160 000 | 1 160 000 | 1 160 000 | 1 160 000 | 1 160 000 | 1 160 000 | 1 160 000 | 1 160 000 | 1 160 000 | 1 160 000 | 1 160 000 | 1 160 000 | 1 160 000 | 1 160 000 | 1 160 000 | 1 160 000 | 1 160 000 | 1 160 000 | 1 160 000 | 1 160 000 | 1 160 000 | 1 160 000 | 1 160 000 | 1 160 000 | 1 160 000 | 1 160 000 | 1 160 000 | 1 160 000 | 1 160 000 | 1 160 000 |  |  |  |           |  |  |  |  |  |  |  |  |  |  |  |  |  |
| 2017    | 1 120 000 | 1 120 000 | 1 120 000 | 1 120 000 | 1 120 000 | 1 120 000 | 1 120 000 | 1 120 000 | 1 120 000 | 1 120 000 | 1 120 000 | 1 120 000 | 1 120 000 | 1 120 000 | 1 120 000 | 1 120 000 | 1 120 000 | 1 120 000 | 1 120 000 | 1 120 000 | 1 120 000 | 1 120 000 | 1 120 000 | 1 120 000 | 1 120 000 | 1 120 000 | 1 120 000 | 1 120 000 | 1 120 000 | 1 120 000 | 1 120 000 | 1 120 000 | 1 120 000 | 1 120 000 | 1 120 000 | 1 120 000 | 1 120 000 | 1 120 000 | 1 120 000 | 1 120 000 | 1 120 000 | 1 120 000 | 1 120 000 | 1 120 000 | 1 120 000 | 1 120 000 | 1 120 000 | 1 120 000 | 1 120 000 | 1 120 000 | 1 120 000 | 1 120 000 | 1 120 000 | 1 120 000 | 1 120 000 | 1 120 000 | 1 120 000 | 1 120 000 | 1 120 000 | 1 120 000 | 1 120 000 | 1 120 000 | 1 120 000 | 1 120 000 | 1 120 000 | 1 120 000 | 1 120 000 | 1 120 000 | 1 120 000 | 1 120 000 | 1 120 000 | 1 120 000 | 1 120 000 |           |           |           |  |  |  |           |  |  |  |  |  |  |  |  |  |  |  |  |  |
| 2019    | 977 130   | 977 130   | 977 130   | 977 130   | 977 130   | 977 130   | 977 130   | 977 130   | 977 130   | 977 130   | 977 130   | 977 130   | 977 130   | 977 130   | 977 130   | 977 130   | 977 130   | 977 130   | 977 130   | 977 130   | 977 130   | 977 130   | 977 130   | 977 130   | 977 130   | 977 130   | 977 130   | 977 130   | 977 130   | 977 130   | 977 130   | 977 130   | 977 130   | 977 130   | 977 130   | 977 130   | 977 130   | 977 130   | 977 130   | 977 130   | 977 130   | 977 130   | 977 130   | 977 130   | 977 130   | 977 130   | 977 130   | 977 130   | 977 130   | 977 130   | 977 130   | 977 130   | 977 130   | 977 130   | 977 130   | 977 130   | 977 130   | 977 130   |           |           |           |           |           |           |           |           |           |           |           |           |           |           |           |           |           |           |  |  |  |           |  |  |  |  |  |  |  |  |  |  |  |  |  |
| 2020    | 632 687   | 632 687   | 632 687   | 632 687   | 632 687   | 632 687   | 632 687   | 632 687   | 632 687   | 632 687   | 632 687   | 632 687   | 632 687   | 632 687   | 632 687   | 632 687   | 632 687   | 632 687   | 632 687   | 632 687   | 632 687   | 632 687   | 632 687   | 632 687   |           |           |           |           |           |           |           |           |           |           |           |           |           |           |           |           |           |           |           |           |           |           |           |           |           |           |           |           |           |           |           |           |           |           |           |           |           |           |           |           |           |           |           |           |           |           |           |           |           |           |           |           |  |  |  |           |  |  |  |  |  |  |  |  |  |  |  |  |  |
| 2021    | 597 000   | 597 000   | 597 000   | 597 000   | 597 000   | 597 000   | 597 000   | 597 000   | 597 000   | 597 000   | 597 000   | 597 000   | 597 000   | 597 000   | 597 000   | 597 000   | 597 000   | 597 000   | 597 000   | 597 000   |           |           |           |           |           |           |           |           |           |           |           |           |           |           |           |           |           |           |           |           |           |           |           |           |           |           |           |           |           |           |           |           |           |           |           |           |           |           |           |           |           |           |           |           |           |           |           |           |           |           |           |           |           |           |           |           |  |  |  |           |  |  |  |  |  |  |  |  |  |  |  |  |  |
| 2022    | 428 145   | 428 145   | 428 145   |           |           |           |           |           |           |           |           |           |           |           |           |           |           |           |           |           |           |           |           |           |           |           |           |           |           |           |           |           |           |           |           |           |           |           |           |           |           |           |           |           |           |           |           |           |           |           |           |           |           |           |           |           |           |           |           |           |           |           |           |           |           |           |           |           |           |           |           |           |           |           |           |           |  |  |  |           |  |  |  |  |  |  |  |  |  |  |  |  |  |
| 2023    | 670 000   | 670 000   | 670 000   | 670 000   | 670 000   | 670 000   | 670 000   | 670 000   | 670 000   | 670 000   | 670 000   | 670 000   | 670 000   | 670 000   | 670 000   | 670 000   | 670 000   | 670 000   | 670 000   | 670 000   | 670 000   | 670 000   | 670 000   | 670 000   | 670 000   | 670 000   | 670 000   |           |           |           |           |           |           |           |           |           |           |           |           |           |           |           |           |           |           |           |           |           |           |           |           |           |           |           |           |           |           |           |           |           |           |           |           |           |           |           |           |           |           |           |           |           |           |           |           |           |  |  |  |           |  |  |  |  |  |  |  |  |  |  |  |  |  |

## Implantation industrielle

### Sites d'assemblage d'Opel en Europe
- Poissy (France) : usine PSA, depuis 1938, 4 000 employés, pour l'Opel Mokka.
- Valenciennes (France) : usine PSA, depuis 1980, 2 256 employés, pour l'Opel Vivaro-e Hydrogen, le Peugeot e-Expert Hydrogen et le Citroën ë-Jumpy Hydrogen.
- Ellesmere Port (Angleterre) : usine Vauxhall, depuis 1962, 2 000 employés, pour une partie des versions électriques de l'Opel combo, et des autres jumeaux du groupe Stellantis et de Toyota . Les versions thermiques sont fabriqués a Vigo (Espagne) et Mangualde (Portugal).
- Luton (Angleterre) : usine Vauxhall, depuis 1905, avec 1 100 travailleurs pour l'assemblage des Opel Vivaro et Opel Zafira Life.

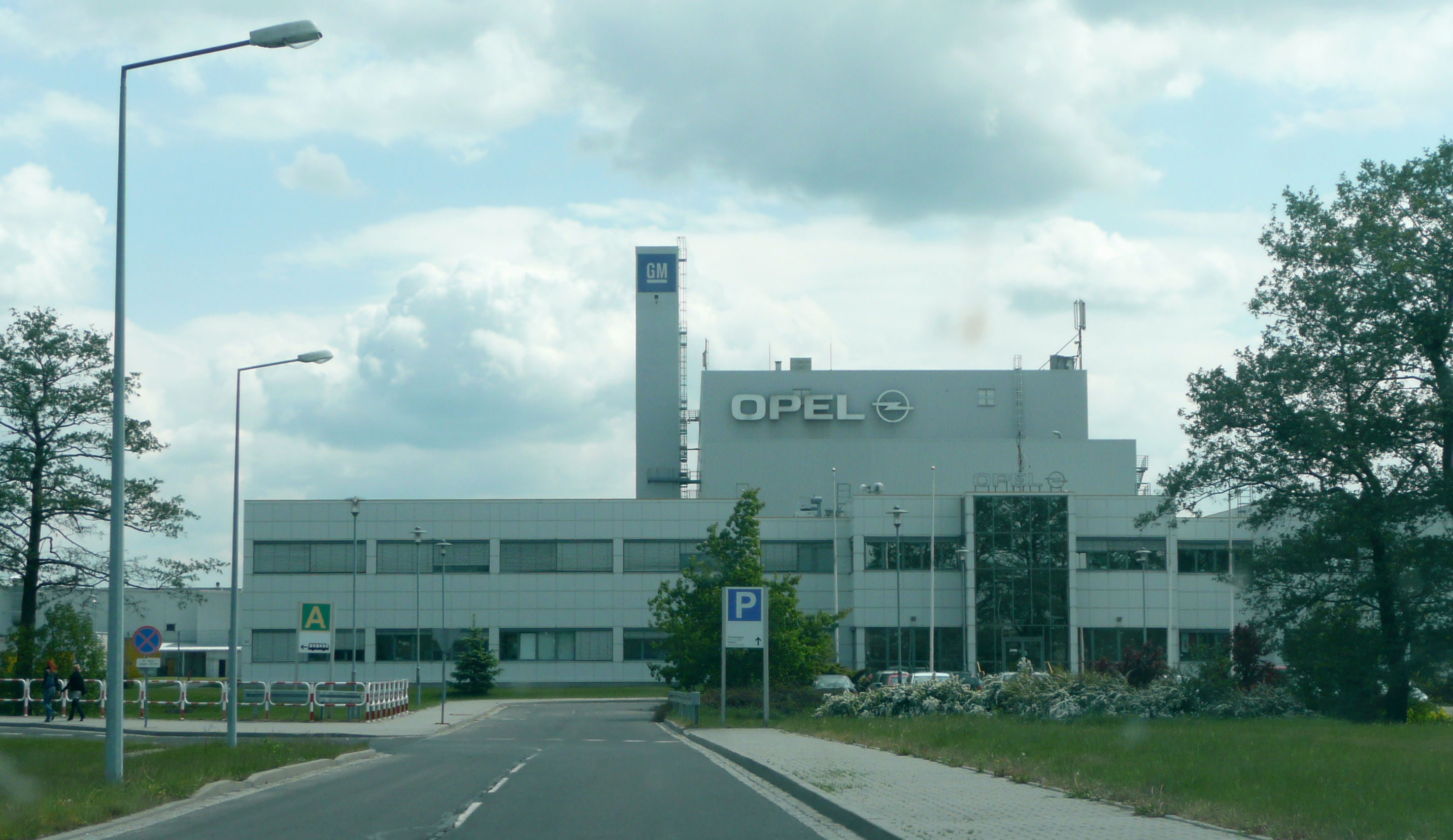
L'usine d'assemblage Opel à Gliwice en Pologne

- Saragosse (Espagne) : depuis 1982, 6 400 personnes, assemblent l'Opel Corsa, de l'Opel Crossland X et du Citroën C3 Aircross.
- Gliwice (Pologne) depuis 1998, assemblant des Opel Movano, Fiat Ducato, Citroën Jumper et Peugeot Boxer.
- Eisenach (Allemagne) : usine intégrée au groupe en 1990, après la réunification allemande (elle se trouvait en RDA) ; elle emploie 1 500 personnes pour l'assemblage de l'Opel Grandland.
- Rüsselsheim (Allemagne, dans la banlieue de Francfort-sur-le-Main) : ouvert en 1898, assemble des Opel Astra et DS 4 avec 15 600 employés (car ce site comporte également le bureau d'études techniques international (ITEZ), le siège social et les bureaux de la direction d'Opel).

Opel assemblait des Astra jusqu'en 2011 à Anvers (Belgique), et jusqu'en 2006 à Azambuja (Portugal) des Combo. Il sous-traitait à Cerizay, dans les Deux-Sèvres, pour la Tigra TwinTop, et a coopéré avec d'autres constructeurs, en règle générale sans être propriétaire de l'usine. Ainsi une partie de la production de l'Agila s'est faite chez Suzuki à Esztergom (Hongrie). De 1962 à 2014, Opel a assemblé plusieurs véhicules dont le Zafira à Bochum (Allemagne) jusqu'à la fermeture de l'usine.
D'autres usines pour les composants, moteurs, transmissions se trouvent à Kaiserslautern, Tychy en Pologne, et St Gotthard en Hongrie. Une usine de fabrication de boîtes manuelle opère également depuis 1983 à Aspern, en Autriche, mais en juin 2023 sa fermeture prochaine est annoncée.
L'usine de Tychy a été établie originellement par Isuzu, puis convertie en coentreprise avec General Motors, après GM solo, et usine Opel après l'achat d’Opel par PSA Peugeot-Citroën. Jusque-là, l'usine a produit que des moteurs diesel. La production avait été arrêtée par GM avant 2015. La maison-mère française d'Opel a converti cette usine pour produire des moteurs essence, destiné aux Peugeot 208 et Citroën C3 assemblées à Trnava en Slovaquie, au lieu du plan original de construire une usine de moteurs sur le site de Trnava.

## Le conseil d'administration d'Opel
- Florian Huettl, président directeur-général depuis le 1er juin 2022

- Harald Hamprecht, vice-président

- Georg Magel, directeur financier

- Benoit Picandet, directeur des ventes[48]

- Ralph Wangemann, directeur des ressources humaines[49]

- Christian Müller, vice-président engineering

## Modèles

### Modèles anciens
- Opel Admiral A (1964-1968)
- Opel Admiral B (1969-1977)
- Opel Agila (2000-2008)

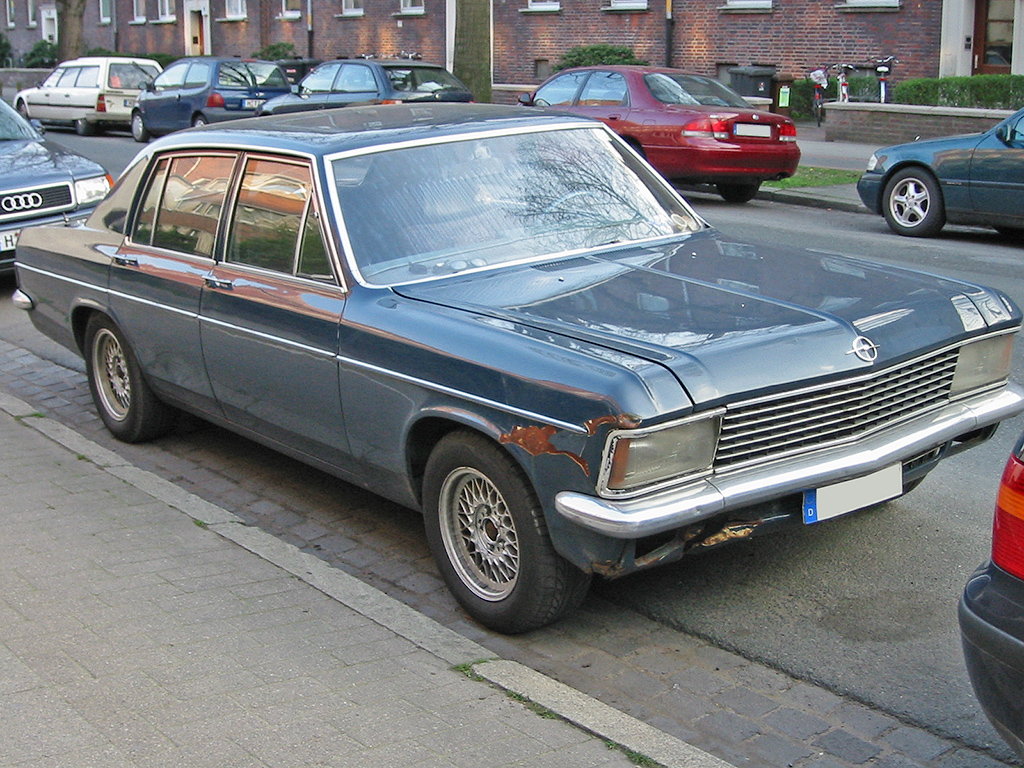
Opel Admiral B.

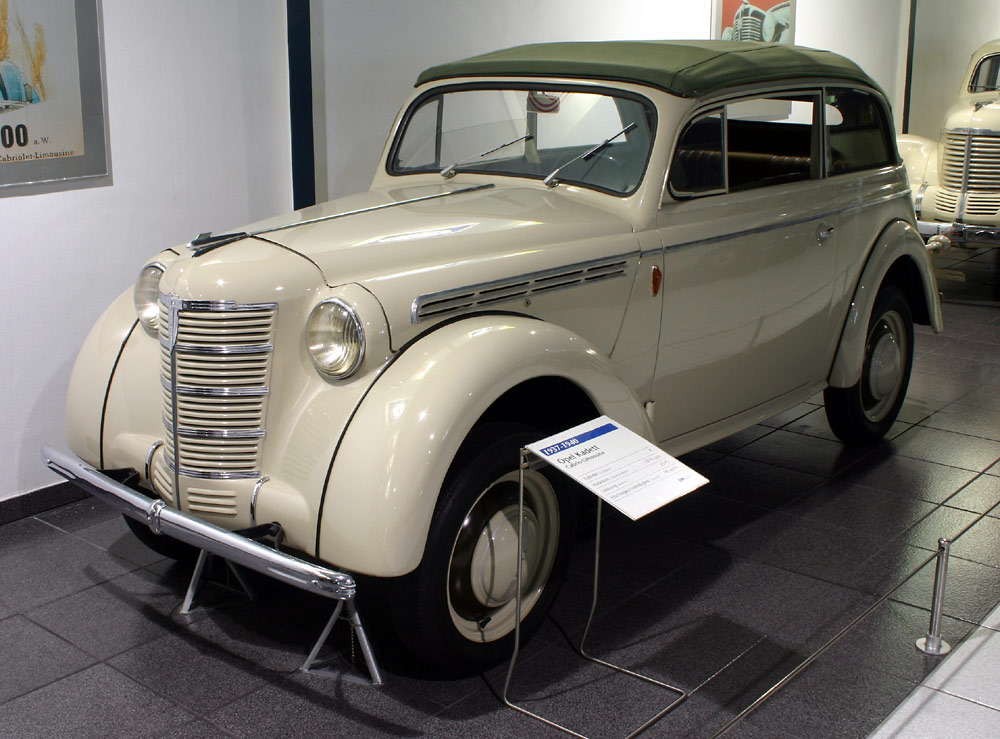
Opel Kadett, 1936.

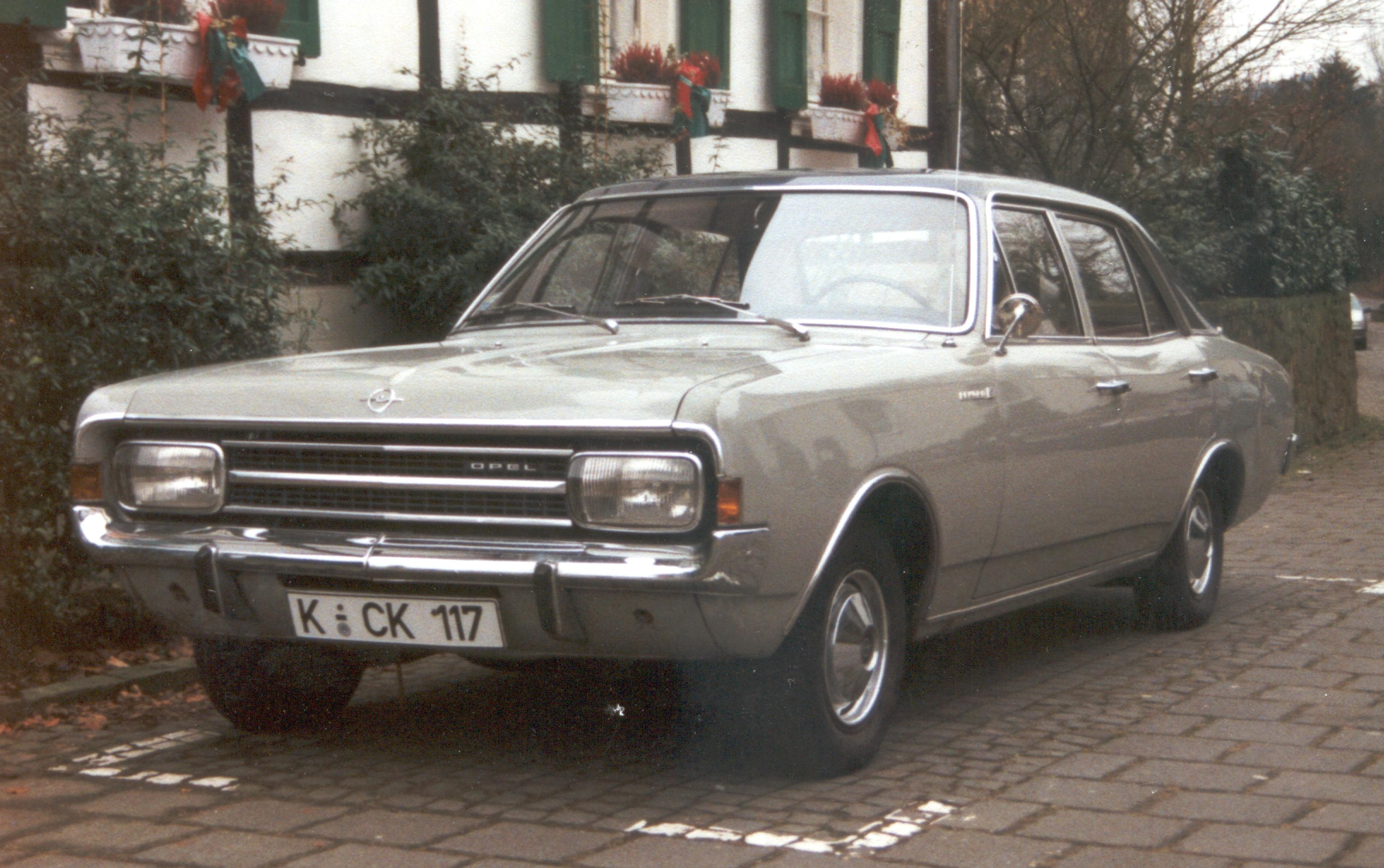
Opel Rekord C, 1.7 L, 1968.

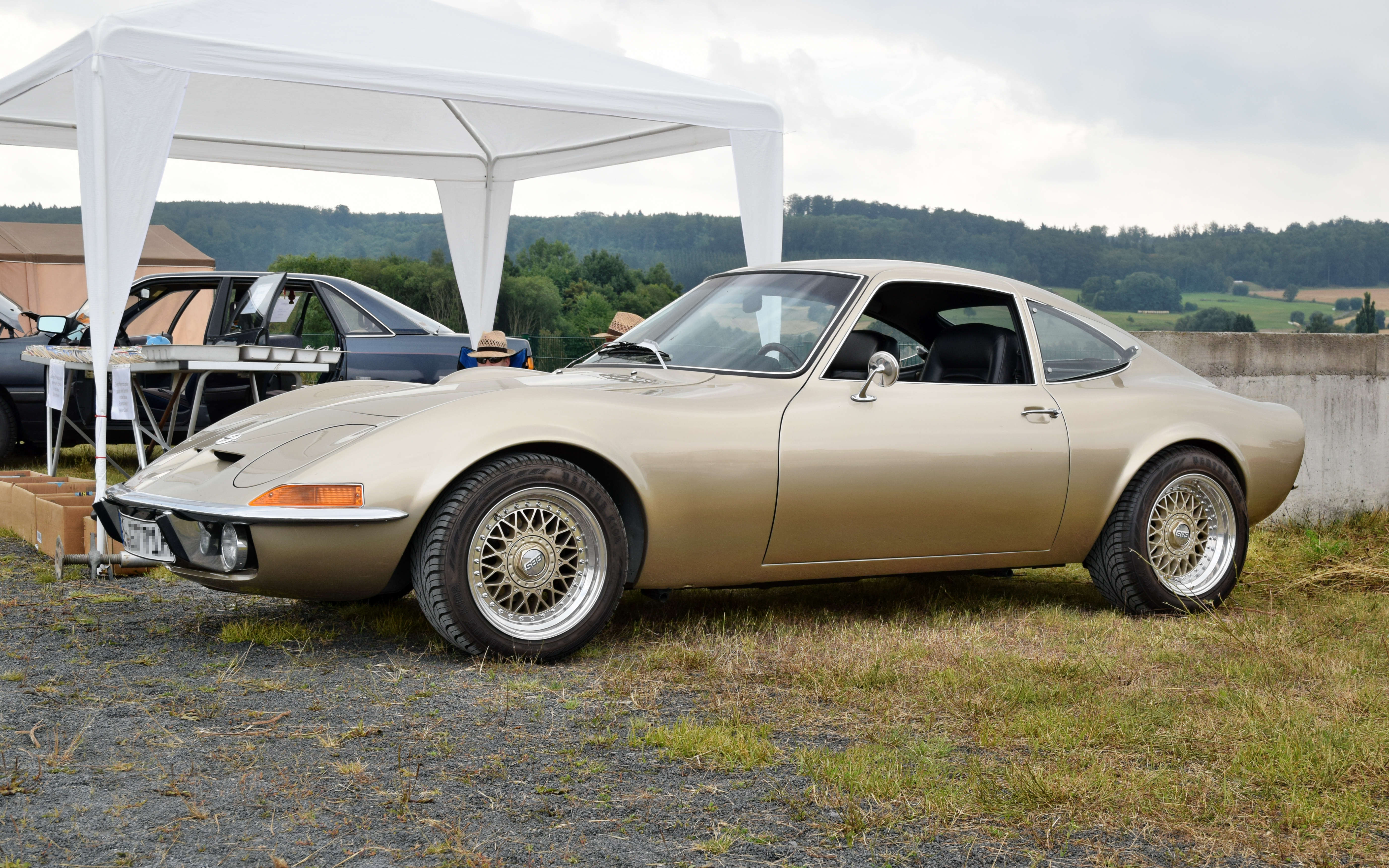
Opel GT.

- Opel Agila B (2008-2014), cousin du Suzuki Splash
- Opel Antara, (2006-2014) SUV dérivé d'autres SUV de chez GM : Chevrolet Captiva ou Saturn Vue
- Opel Ampera, (2012-2017) version européenne de la Chevrolet Volt
- Ampera-e (2017-2018), citadine électrique, version européenne de la Chevrolet Bolt
- Opel Ascona A (1970-1975)
- Opel Ascona B (1975-1981)
- Opel Ascona C (1981-1988)
- Opel Astra F (1991-1998), compacte
- Opel Astra G (1998-2004), compacte
- Opel Astra H (2004-2010), compacte
- Opel Astra Twintop (2009-2010) Coupé Cabriolet 4 places (Modèle 4 places de l'Opel Tigra TwinTop)
- Opel Calibra (1990-1997), coupé 4 places, record du monde du Cx : 0,26 (Erhard Schnell)
- Opel Campo (1991-2002), pick-up, cousin du Isuzu TF/Isuzu KB
- Opel Combo (1996-2003), utilitaire dérivé de la Corsa B
- Opel Combo Tour (2002-2011), ludospace dérivé de la Corsa C
- Opel Combo B (2001-2011), utilitaire dérivé de la Corsa C
- Opel Combo Cargo (2011-2018), version utilitaire du Combo, fourgonnette dérivée de la seconde génération du Fiat Doblò
- Combo Tour B (2011-2018), version véhicule particulier du Combo, ludospace clone du Fiat Doblò II
- Opel Commodore A (1967-1971)
- Opel Commodore B (1972-1977)
- Opel Commodore C (1977-1982)
- Opel Corsa A (1983-1993), citadine
- Opel Corsa B (1993-2000), citadine
- Opel Corsa C (2000-2006), citadine
- Opel Corsa D (2006-2014), citadine
- Opel Corsa E (2014-2019), citadine
- Opel Crossland (2017-2024), crossover citadin
- Opel Diplomat A (1964-1968)
- Opel Diplomat B (1969-1977)
- Opel Frontera (1992-2000), tout-terrain, cousin de l'Isuzu Rodeo/Isuzu Amigo
- Opel Grandland A (2017-2024), SUV compact
- Opel GT (1968-1973) coupé
- Opel GT (2007-2009), roadster remplaçant le Speedster
- Opel Insignia A (remplaçante de la Vectra), (2008-2017)
- Opel Insignia A Sports Tourer (variante break de l'Insignia), (2009-2017)
- Insignia Grand Sport (2017-2022), familiale routière également déclinée en break (nommé Sports Tourer)
- Opel Kadett A (1962-1965)
- Opel Kadett B (1965-1973)
- Opel Kadett C (1973-1979), compacte, cousine de la Chevrolet Chevelle
- Opel Kadett D (1979-1984)
- Opel Kadett E (1984-1991)
- Opel Kapitän A (1964-1968)
- Opel Kapitän B (1969-1970)
- Opel Karl (2015-2019), citadine 5 portes, remplaçante de l'Agila
- Opel Manta A (1970-1975) coupé
- Opel Manta B (1975-1988) coupé
- Opel Meriva A (2003-2010)
- Opel Meriva B (2010-2017)
- Opel Monterey (1993-1999), tout-terrain, cousin de l'Isuzu Trooper/Isuzu Bighorn
- Opel Monza A1 (1978-1982)
- Opel Monza A2 (1982-1986)
- Opel Olympia-Rekord (1953-1957)
- Opel Olympia (1967-1970) (sur base Kadett B)
- Opel Movano (..2001..) basé sur le Renault Master
- Opel Vivaro basé sur le Renault Trafic
- Opel Omega A (1986-1994), routière
- Opel Omega B (1994-2002), routière
- Opel Regent (1928-1929)
- Opel Rekord P1 (1957-1960)
- Opel Rekord P2 (1960-1963)
- Opel Rekord A (1963-1965)
- Opel Rekord B (1965-1966)
- Opel Rekord C (1966-1972)
- Opel Rekord D (1972-1977)
- Opel Rekord E1 (1977-1982)
- Opel Rekord E2 (1982-1986)
- Opel Senator A1 (1978-1982)
- Opel Senator A2 (1982-1986)
- Opel Senator B (1987-1993)
- Opel Signum (2003-2009)
- Opel Sintra, (1997-1999), monospace, cousin du Chevrolet Venture/Pontiac Transport
- Opel Speedster (2001-2005) roadster sportif, fabriqué chez Lotus, cousin de la Lotus Elise
- Opel Tigra (1994-2000), coupé
- Opel Tigra TwinTop (2004-2009), coupé cabriolet 2 places
- Opel Vectra A (1988-1995), familiale
- Opel Vectra B (1995-2002), familiale
- Opel Vectra C (2002-2009), familiale
- Opel Zafira (1999-2005), monospace compact
- Opel Zafira B, (2005-2011), monospace compact succédant au Zafira A
- Zafira Tourer (2011-2019), monospace compact succédant au Zafira B
- Cascada (2013-2019), cabriolet basé sur l'Astra[50]
- Adam (2012-2019), petite citadine
- Mokka X, (2012-2019), SUV urbain

### Modèles actuels

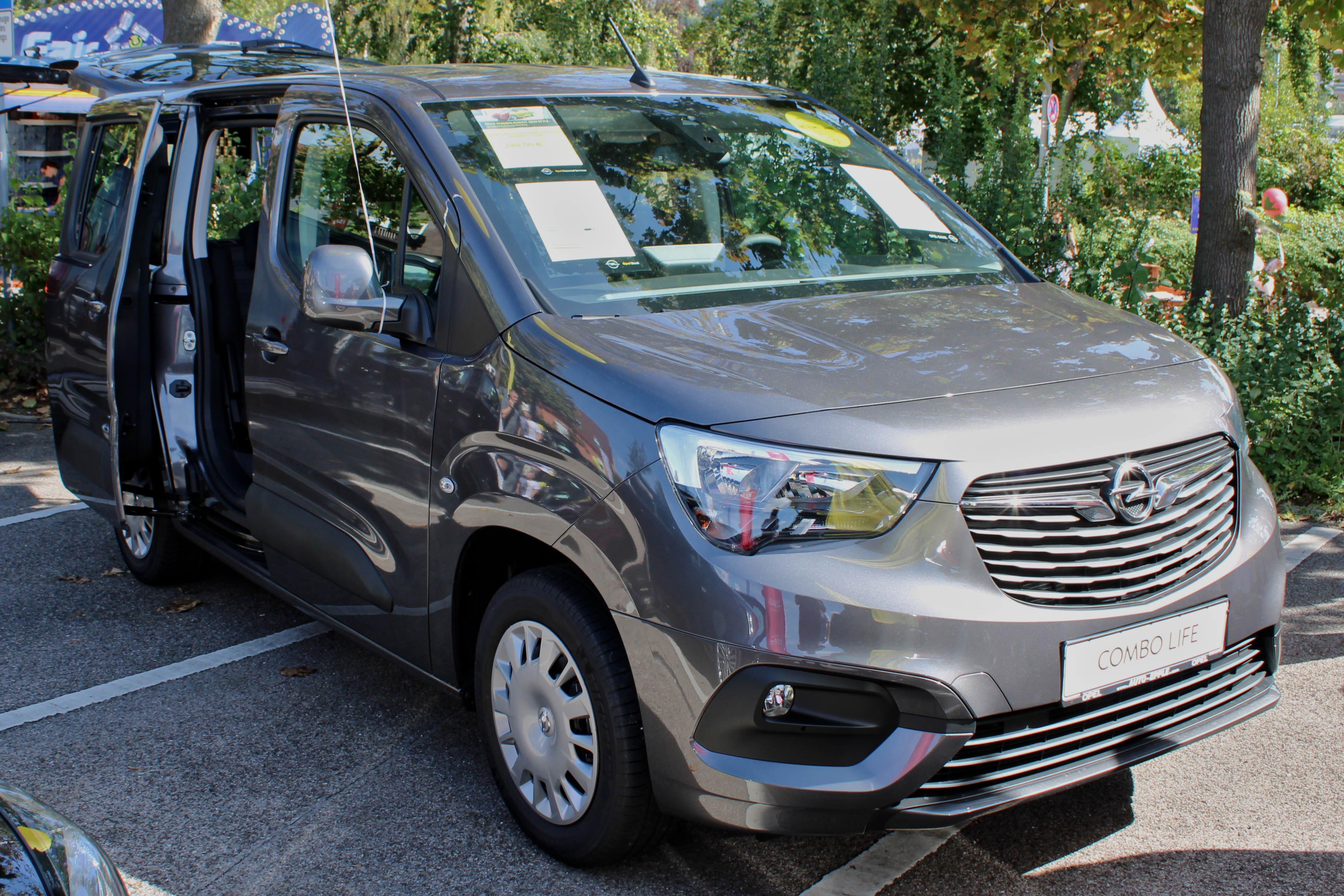
Opel Combo Life

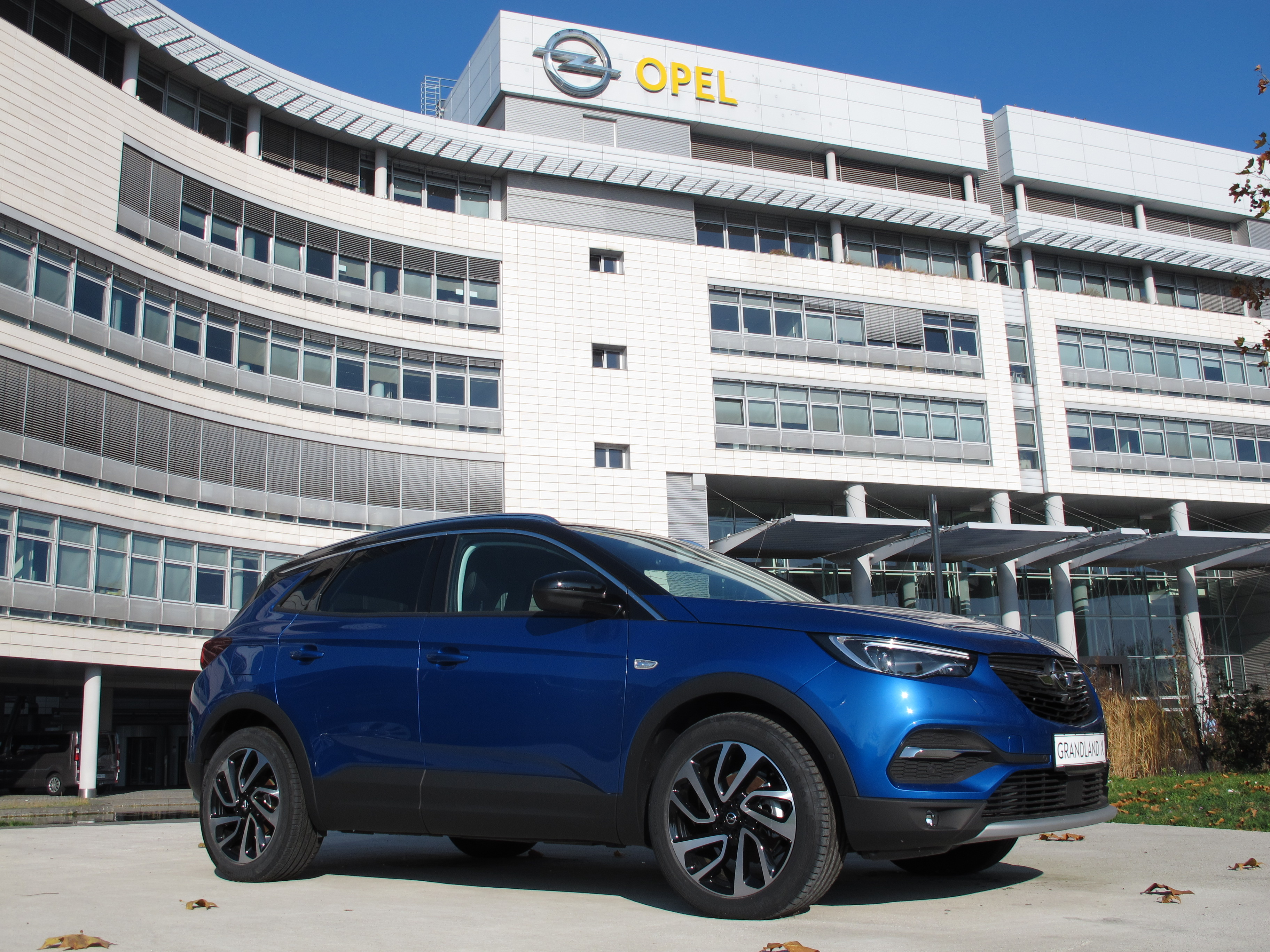
Opel Grandland X, situé devant les bureaux de la direction d'Opel (Russelsheim, Allemagne).

- 2021 : Rocks-e, quadricycle léger électrique, clone de la Citroën Ami
- 2019 : Corsa F, citadine polyvalente
- 2020 : Mokka B, crossover citadin
- 2024 : Frontera, crossover citadin, remplaçant de la Crossland
- 2021 : Astra L, berline compacte.
- 2018 : Combo D, véhicule utilitaire léger et dérivé ludospace cousin des Citroën Berlingo III, Peugeot Rifter et Partner III de PSA Peugeot-Citroën
- 2024 : Grandland, SUV compact.
- 2019 : Vivaro, véhicule utilitaire léger moyen/combi, cousin des Peugeot Traveller et Expert III et du Citroën Spacetourer et Jumpy-Dispatch III, Toyota ProAce Verso et ProAce II, Fiat Scudo III et Ulysse III.
- 2019 : Zafira Life,, ludospace moyen remplaçant du Zafira Tourer C . Version familiale haut de gamme VIP de l'utilitaire Vivaro C
- 2021 : Movano, grand véhicule utilitaire léger (jusqu'à 4,5 tonnes), clone des Ram ProMaster, Fiat Ducato III, Citroën Jumper-Relay II, Peugeot Boxer-Manager II et Toyota ProAce Max.

### Concept cars
- Opel Experimental GT (1965)[51]
- Opel CD (1968)
- Opel Elektro GT (1968)
- Opel Aero GT (1969)
- Opel GT2 concept (1975)
- Opel TECH 1 (1981)
- Opel Junior (1983)
- Opel Twin (1992)
- Opel Maxx (1995)
- Opel Slalom Coupe (1996)
- Opel Concept A (1999), préfigurant l'Agila A
- Opel G90 (1999)
- Opel Frogster (2001)
- Opel Filo (2001)
- Opel Eco Speedster (2022)
- Opel Insignia Concept (2003)
- Opel GTC Genève (2003)
- Opel Trixx (2004)
- Opel Antara GTC (2005), préfigurant l'Antara
- Opel Flextreme (2007)
- Opel GTC Concept (2007)
- Opel Flextreme GT/E (2010)
- Opel RAK e (2011)
- Opel Monza (2013)
- Opel GT Concept (2016)
- Opel GT X Experimental (2018), préfigurant le Mokka B
- Opel Manta GSe ElektroMOD (2021)
- Opel Experimental Concept (2023)[52]

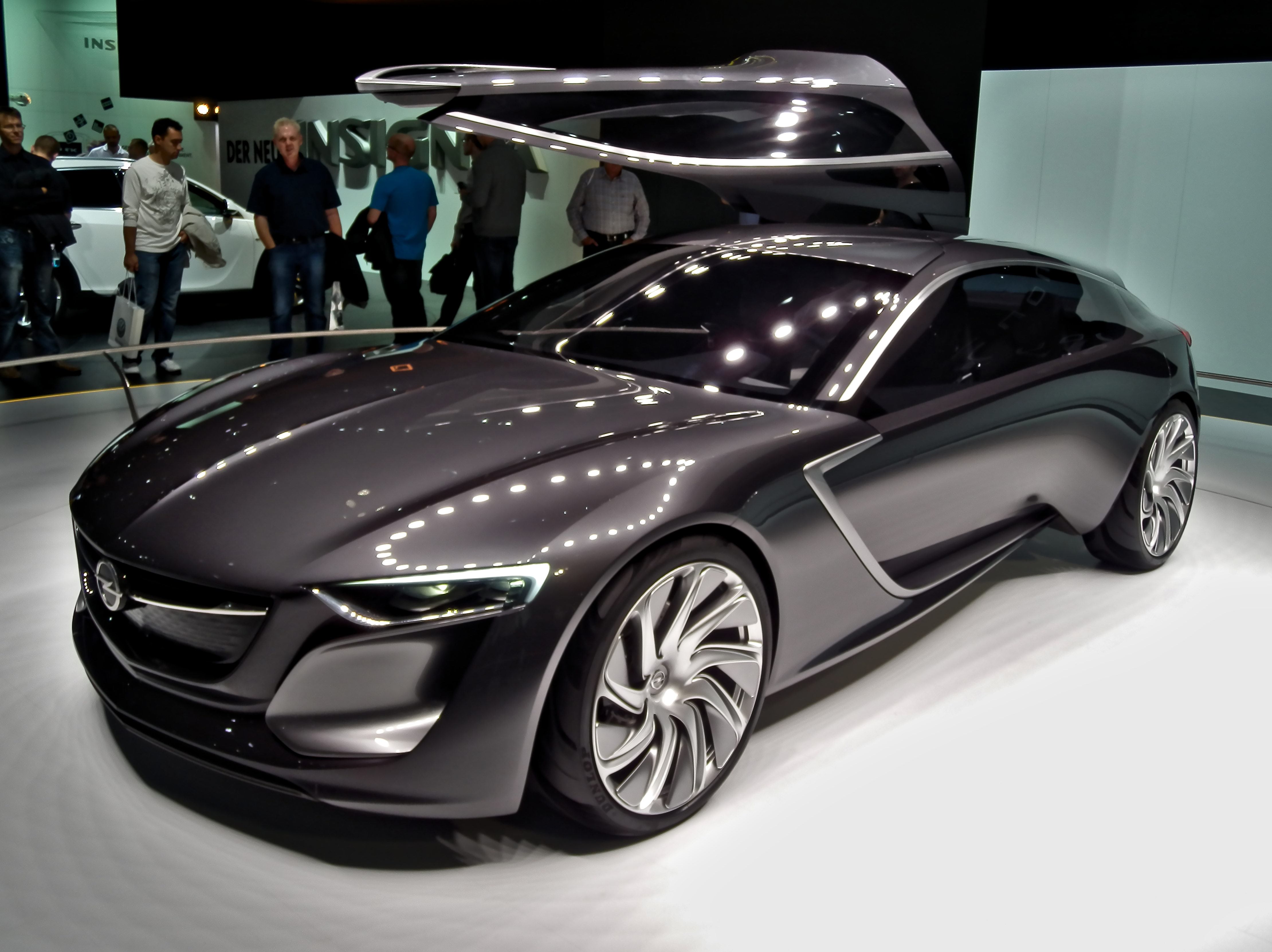
Opel Monza Concept
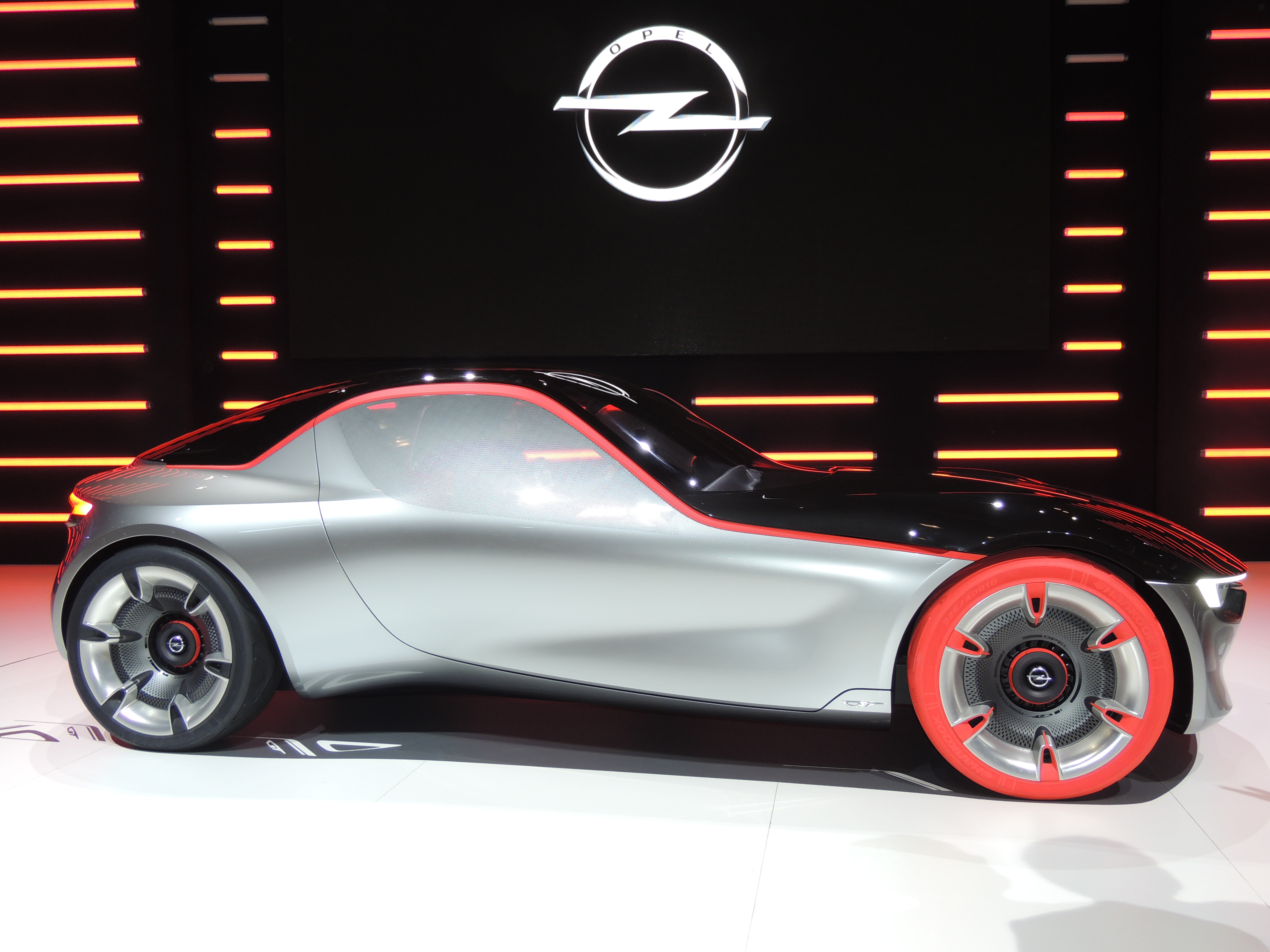
Opel GT Concept

## Récompenses

### Voiture de l'année en Europe
Cinq véhicules d'Opel ont été couronnés par le Trophée européen de la voiture de l'année, considéré comme le prix le plus prestigieux en Europe :
- 1985 – Opel Kadett
- 1987 – Opel Omega
- 2009 – Opel Insignia
- 2012 – Opel Ampera
- 2016 – Opel Astra K[22]

## À l'étranger
Malgré le contexte économique global difficile, dans un élan de renouveau, Opel prit en 2009 la décision de s'émanciper de son marché intérieur qu'est l'Europe afin de vendre ses modèles à l'international et plus particulièrement en Chine, Australie et Nouvelle-Zélande. Plutôt réticent à ce projet, GM n'a pas réellement soutenu le déploiement de la marque dans ces régions, préférant concentrer ses investissements sur ses marques Buick, Holden et Chevrolet qui y étaient déjà installées. Pas question donc pour la maison mère qu'Opel fasse de l'ombre à ses marques porte-drapeau, dont les modèles sont pourtant majoritairement développés par Opel.
Les lourds investissements demandés par la construction d'un réseau de concessionnaires indépendant et les coûts commerciaux conjugués à une baisse des ventes en Europe ont mis Opel dans une situation délicate, portant son projet développement à bout de bras. De plus, la concurrence interne créée par la commercialisation de modèles similaires sous les blasons Buick et Holden à la notoriété indiscutablement plus importante dans ces pays ont conduit à l'échec programmé d'Opel dans cette région du monde.
En 2012, après des années de ventes en nombre anecdotique Opel a définitivement quitté l'ensemble de ces marchés.
Après son rachat par Stellantis, Opel réentreprend la conquête de marchés extérieurs tels que la Tunisie (2018), la Russie (2019), la Colombie et l'Équateur (2020), le Japon et l'Afrique australe (2021, notamment l'Afrique du Sud et la Namibie), et la Nouvelle-Zélande (2022). Un temps envisagé, le projet de retour en Chine est finalement déclaré avorté en 2022.
‌

## Sport automobile

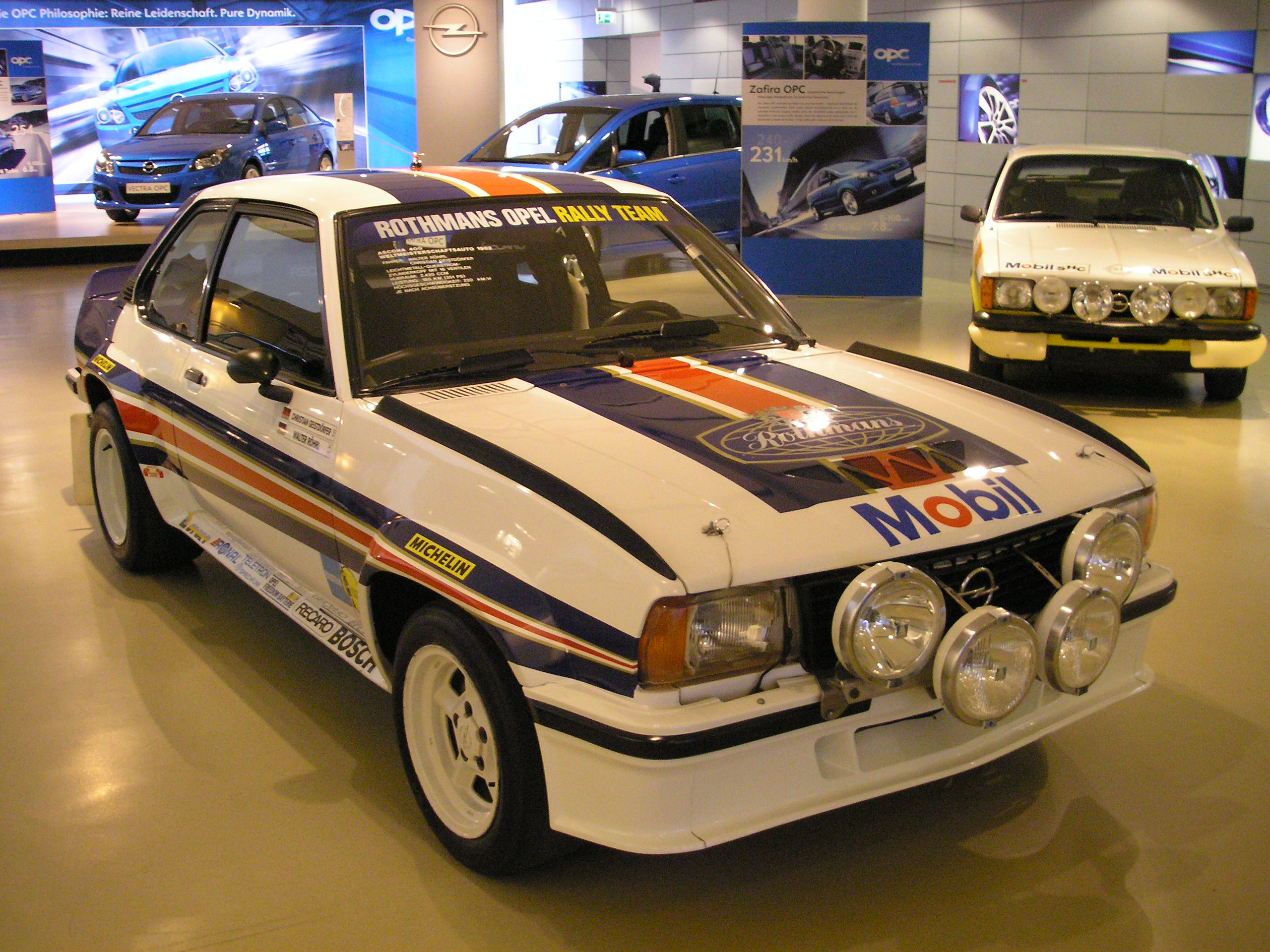
L'Opel Ascona 400.
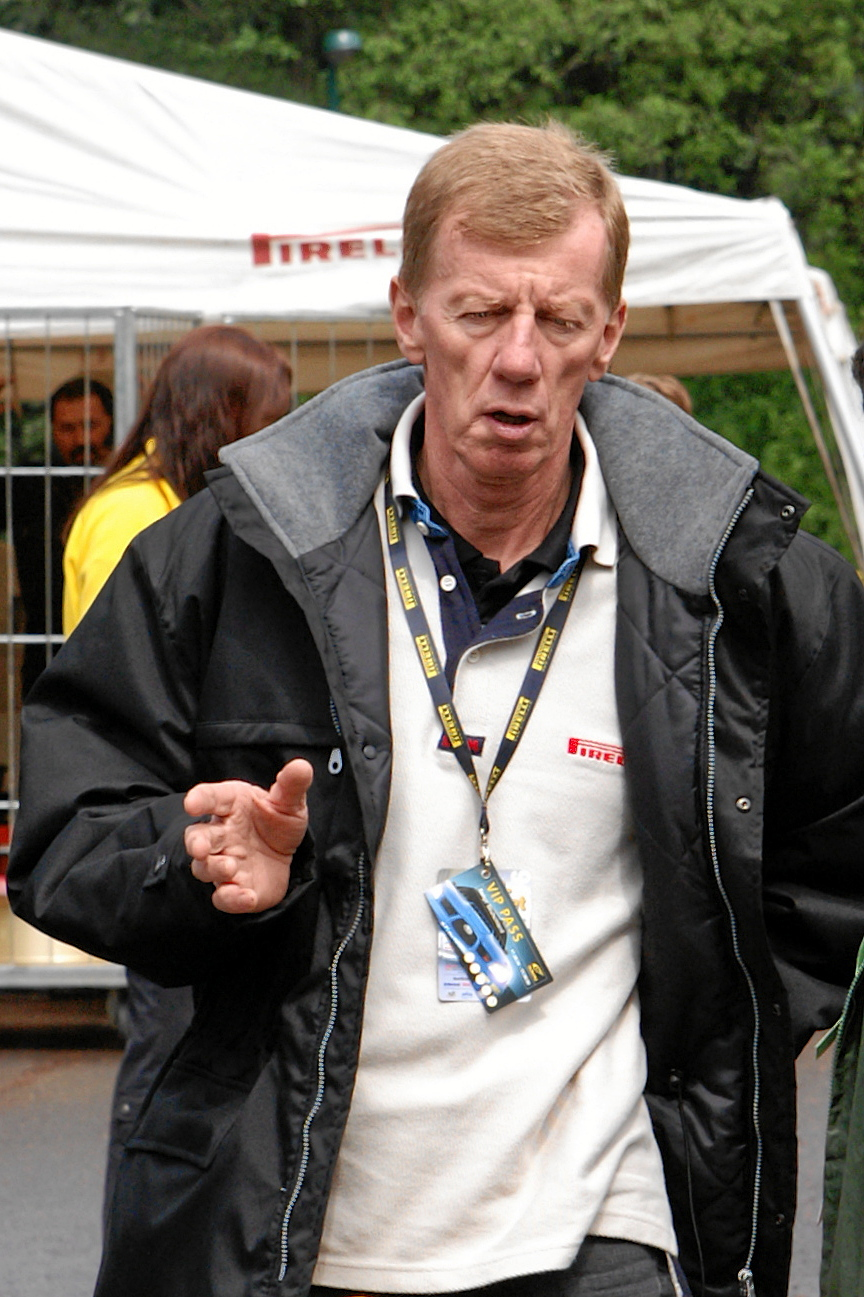
Walter Röhrl.

Opel est revenu à la compétition de sport automobile avec l' Adam en 2013.
Rallye
- 1 titre de Champion du monde pilotes en 1982 ( Walter Röhrl avec l'Opel Ascona 400).

Formule 3